# Füzesabony
Füzesabony je mesto na Madžarskem, ki upravno spada pod podregijo Füzesabonyi Županije Heves.